# Flaga powiatu dzierżoniowskiego
Flaga powiatu dzierżoniowskiego – jeden z symboli powiatu dzierżoniowskiego, ustanowiony 29 sierpnia 2000 roku.

## Wygląd
Flaga jest prostokątnym żółtym płatem tkaniny, z umieszczonym na jej środku pionowym pasem koloru niebieskiego o szerokości 2/3 flagi (pasy żółty, niebieski i żółty w stosunku 1:4:1). Uchwała oprócz tego wariantu, zwanego „terytorialnym”, przewiduje również wariant „urzędowy”, który cechuje się umieszczeniem w środku niebieskiego pasa herbu powiatu.

## Historia
Projekt flagi powiatu dzierżoniowskiego został stworzony w ramach prac nad jego herbem.
Został on pozytywnie zaopiniowany przez Zarząd Powiatu oraz Komisję Edukacji i Kultury oraz przyjęty przez Radę Powiatu Dzierżoniowskiego podczas sesji 30 listopada 1999 roku. W grudniu, pozytywnie odniósł się do niego Heraldyczny Punkt Konsultacyjny przy Ministerstwie Spraw Wewnętrznych i Administracji, uznając flagę za zgodną z zasadami weksylologii, jednocześnie sugerując usunięcie z niej herbu.
Poprawiony wariant flagi (bez herbu) został ustanowiony uchwałą Rady 29 sierpnia 2000 roku jako flaga „terytorialna”. Wariant flagi z herbem stał się flagą „urzędową”.